# Margaret Murnane
Margaret Mary Murnane nació en 1959 en la parte rural del Condado de Limerick, Irlanda es una científica especializada en el área de física óptica y nanociencia.

## Biografía

### Inicios
La primera influencia cientificista de Murnane fue su padre, un profesor de escuela primaria amante de la ciencia. En 1977, Murnane comenzó a asistir al Colegio Universitario de Cork y se especializó en física, confesando que sería una experiencia muy dificultosa pero de gran apoyo. Sus profesores en Cork la animaron a realizar el doctorado, que en ese momento requería estudiar en Estados Unidos.
Murnane primero realizaría una maestría en física en la misma universidad ya que era reacia a salir de Irlanda, en la que descubriría que realmente quería ser científica. A punto de estudiar su doctorado, eligió Universidad de California en Berkeley por sugerencia de trabajo por su interés en los láseres trabajando en el laboratorio de Roger Falcone.
Para su tesis doctoral, Margaret construiría un láser intenso con la duración de pulso reducida de ≈100 fs (10−13 s), más corta que el tiempo de explosión de un sólido. Como resultado, el sólido irradiado con el pulso láser se calienta a altas temperaturas, generando un plasma de corta duración que emite ráfagas rápidas de rayos x que duran menos de un picosegundo. Tardó un año en construir el láser, seis meses para refinarlo y dos años para demostrar que generaba rápidos rayos x.

### Nuevos enfoques sobre láseres
Murnane graduó con un doctorado de Física en 1989, y en 1990 recibió el Premio Simon Ramo de la Sociedad Americana de Física por su tesis. Durante su estancia en Berkeley, Murnane conoció a su futuro marido y colaborador de toda la vida, Henry Kapteyn, también un doctorado estudiante en el programa.
Murnane y Kapteyn casaron en 1988 y se trasladó a la Universidad de Washington en 1990 estableciendo un laboratorio conjunto con su marido. Así, Murnane y Kapteyn se embarcaron en la tarea de crear un láser que emita pulsos aún más cortos de lo que ya había logrado.
Murnane comentó que aunque muchos láseres tienen una sola frecuencia o color, para un pulso de luz rápido se deben sumar las ondas de luz de diferentes colores. El problema era mantener las ondas viajando a la misma rapidez a pesar de la interferencia destructiva, ya que en un pulso corto los colores rojizos viajan más rápidamente que los azules, separando el pulso en el proceso en lo que se denomina dispersión. Junto a su equipo de trabajo, Murnane notó que al utilizar el tipo correcto de prismas podía mantener la velocidad de los diferentes colores viajando a la misma velocidad en el láser, llegando a generar un pulso de 8-fs más estable hasta la fecha.
En 1996, Margaret abandona Washington al ser contratada por la Universidad de Míchigan donde continuaría desarrollando láseres de alta potencia y explorando el proceso de generación de rayos x de los láseres. Allí, Murnane y Kapteyn lograrían que la luz del láser y la luz de los rayos x viajaran a la misma velocidad en una larga distancia, aumentando la eficiencia de la conversión del láser para la radiografía y extendiendo el rango de longitud de onda en los haces de rayos x como haciendo la longitud de onda del láser mucho más corta.
En 1999, la Universidad de Colorado le ofrece un puesto dentro del Joint Institute for Laboratory Astrophysics (JILA) y en 2000 recibiría la Beca MacArthur. En esta universidad continuaría con el trabajo de la alta generación armónica en un láser, en un intento de crear un láser coherente en una longitud corta de onda. Murnane afirma que cualquier fuente de rayos x podría generar un haz perfecto y coherente sin el uso de una óptica externa para mejorar el haz después del proceso de generación de rayos x.

## Otras colaboraciones
Murnane formó parte y presidió el Comité de la Sociedad Americana de Física sobre la Condición Jurídica y Social de la Mujer en la Física. Y participó del Site Visit Team para mejorar la condición de las mujeres dentro de la física durante más de una década, presidiendo el programa durante tres años con el objetivo de ayudar a los jefes departamentales en el reclutamiento y retención de las mujeres estudiantes y profesoras dentro del área de física.

## Premios y distinciones
- Doctor honoris causa por la Universidad de Salamanca[7]